# Moschea dei Conciatori
La moschea dei Conciatori (in albanese: Xhamia e Tabakëve) è una moschea che si trova a Tirana nei pressi del ponte dei Conciatori.
La moschea è stata costruita attorno al XVII secolo nel periodo della dominazione ottomana e si trovava all'interno quartiere degli artigiani e commercianti di pelli. Nonostante sia stata danneggiata da un fulmine ha continuato a funzionare grazie agli interventi apportati dalla famiglia Resmja, che ancora oggi si prende cura della struttura.